# Emine
Emine je žensko osebno ime.

## Izvor imena
Ime Emine je različica ženskega osebnega imena Emina.

## Pogostost imena
Po podatkih Statističnega urada Republike Slovenije je bilo na dan 31. decembra 2007 v Sloveniji število ženskih oseb z imenom Emine: 66.